# 千船町
千船町（ちぶねちょう）は、大阪府西成郡にあった町。現在の大阪市西淀川区の一部にあたる。

## 地理
- 左門殿川、神崎川、淀川

## 歴史
町名は、『万葉集』巻6にある和歌「浜清く 浦うるはしみ 神代より 千船の泊つる 大和田の浜」より取られた。

### 沿革
- 元禄年間 - 西成郡蒲島新田、百島新田が開発される。
- 1889年（明治22年）4月1日 - 町村制施行により、西成郡佃村、蒲島新田、大和田村、大野村、百島新田が合併して千船村が発足。大字大和田に村役場を設置。
- 1910年（明治43年） - 大字蒲島新田、百島新田を蒲島、百島に改称。
- 1922年（大正11年）5月1日 - 町制を施行して、千船町となる。
- 1925年（大正14年）4月1日 - 大阪市に編入され、西淀川区佃町、蒲島町、大和田町、大野町、百島町となる。
- 1940年（昭和15年） - 蒲島町を佃町に編入。
- 1944年（昭和19年） - 千舟東の新町名が起立。
- 1951年（昭和26年） - 大和田東、大和田西の新町名が起立。
- 1961年（昭和36年） - 大和田中の新町名が起立。
- 1972年（昭和47年） - 佃、千舟、大和田、大野、百島の現行住居表示を実施。

## 交通

### 鉄道路線
- 阪神電気鉄道
  - 本線
    - 千船駅

### 道路
現在は旧町域を阪神高速3号神戸線が通過するが、当時は未開通。